# Clarissa Garotinho
Clarissa Garotinho Barros Assed Matheus de Oliveira, mais conhecida como Clarissa Garotinho (Campos dos Goytacazes, 2 de julho de 1982), é uma jornalista e política brasileira, filiada ao Republicanos. É filha dos ex-governadores fluminenses Anthony Garotinho e Rosinha Garotinho, irmã do prefeito de Campos dos Goytacazes, Wladimir Garotinho, e mãe do ator Vicente Alvite. Foi deputada federal pelo estado do Rio de Janeiro por dois mandatos, tendo antes sido deputada estadual e vereadora da capital fluminense.

## Carreira política

### Dirigência da UNE e presidência do PMDB Jovem
Clarissa cresceu em um ambiente político. Ainda criança, acompanhava os pais em reuniões e comícios. Mais tarde, quando era aluna de Jornalismo na Faculdades Integradas Hélio Alonso, entrou no movimento estudantil. Foi diretora da União Nacional dos Estudantes (UNE). Ao mesmo tempo, iniciava sua carreira de comunicadora na apresentação de programas na Rádio Melodia e na Rádio Manchete, além de colaborar com a Rádio Jovem Pan. Clarissa começou a militar na política muito nova influenciada pelos pais. Seu 1º cargo político foi o de Presidente da PMDB Jovem, que ela assumiu em 2004.

### 8ª Legislatura da Câmara Municipal do Rio de Janeiro (2009–2011)
Elegeu-se Vereadora pela cidade do Rio de Janeiro em 2008. Após a saída de Garotinho do PMDB, em 2009, Clarissa, algum tempo depois, filiou-se ao PR, o que gerou-lhe um processo de cassação por infidelidade partidária. No dia 4 de dezembro foi empossada como Coordenadora Nacional do PR Jovem.
Em agosto de 2010, foi absolvida da acusação de infidelidade, pois o TRE-RJ entendeu que ela vinha sofrendo perseguições dentro do PMDB, o que justificou, no entendimento do tribunal, sua saída do partido.

### 10ª Legislatura da Alerj (2011–2015)
Ainda em 2010, elegeu-se deputada estadual, cargo que assumiu em 1 de fevereiro de 2011.
Em 2012 as famílias Garotinho e Maia se uniram em uma inesperada aliança, em prol de derrotar o então prefeito, Eduardo Paes que concorria a reeleição. A coligação "Um Rio Melhor Pros Cariocas" PR/DEM foi encabeçada por Rodrigo Maia, filho do ex-prefeito Cesar Maia e teve Clarissa como vice. A chapa causou surpresa, sendo amplamente debatida. Numa campanha polarizada entre o atual prefeito Eduardo Paes do PMDB e o deputado do PSOL Marcelo Freixo, obteve apenas 95.328 votos (3% dos votos válidos), e Eduardo Paes foi reeleito com mais de 2 milhões de votos (64% dos votos válidos).

### 55ª legislatura da Câmara dos Deputados (2015–2019)
Após eleger-se deputada federal em 2014 com 335.061 votos, chegou a ser cotada para ser a candidata do PSDB à Prefeitura do Rio em 2016. Em fins de 2015, anunciou sua gravidez do empresário Marcos Altive, de quem anunciou no início de 2016 estar noiva.
No processo de julgamento da admissibilidade do processo de impeachment na Câmara dos Deputados, a deputada Clarissa Garotinho ausentou-se da votação, alegando motivos de saúde relacionados à sua gravidez em estágio avançado, conforme atestado médico apresentado e licença registrada oficialmente. Sua ausência foi contabilizada como voto contrário ao impeachment de Dilma Rousseff, segundo registros oficiais e interpretações da imprensa. À época, colunistas e veículos de comunicação relataram que o pai da deputada, Anthony Garotinho, manteve encontros com membros do governo Dilma Rousseff na semana anterior à votação, o que gerou especulações sobre articulações políticas. No entanto, a deputada negou qualquer acordo político e reafirmou que a ausência se deu exclusivamente por razões médicas.
Em 17 de novembro de 2016, a deputada entrou em evidência após dar um ataque histérico em frente às câmeras de televisão no momento em que o seu pai era transferido de ambulância até o Complexo Penitenciário de Gericinó, conhecido como presídio de Bangu.
Em 21 de novembro de 2016, foi expulsa do PR, por ter votado contra a PEC 241, conhecida por PEC do Teto. O partido havia fechado questão pelo voto favorável e a deputada contrariou seu próprio partido na votação. Em 6 de dezembro de 2016, ela se filiou ao PRB a convite do prefeito eleito do Rio de Janeiro, Marcelo Crivella. Dias depois, Clarissa foi anunciada como a nova titular da Secretaria de Desenvolvimento, Emprego e Inovação (SMDEI) do município do Rio de Janeiro.

### 56ª legislatura da Câmara dos Deputados (2019–2023)
No dia 22 de março de 2018, Clarissa Garotinho anunciou que iria filiar-se ao Partido Republicano da Ordem Social (PROS), partido pelo qual se reelegeu como deputada federal. Em 30 de março de 2022, anunciou sua saída do Partido Republicano da Ordem Social (PROS) para se filiar junto a seu pai, Anthony Garotinho, no União Brasil (UNIÃO). Abriu mão da reeleição à Câmara para concorrer a uma vaga ao Senado Federal nas eleições de outubro. Sua campanha foi marcada pelo alinhamento ao bolsonarismo e pela proposta de castração química para abusadores sexuais, considerada inconstitucional por juristas. Terminou em terceiro lugar, com 14,02% dos votos válidos.

## Desempenho em Eleições
| Ano  | Eleição                     | Candidata a       | Partido | Coligação                               | Chapa                                                                 | Votos     | %      | Resultado            |
| ---- | --------------------------- | ----------------- | ------- | --------------------------------------- | --------------------------------------------------------------------- | --------- | ------ | -------------------- |
| 2008 | Municipal do Rio de Janeiro | Vereadora         | PMDB    | —                                       | —                                                                     | 42.062    | 1,57%  | Eleita               |
| 2010 | Estadual do Rio de Janeiro  | Deputado estadual | PR      | —                                       | —                                                                     | 118.863   | 1,58%  | Eleita               |
| 2012 | Municipal do Rio de Janeiro | Vice-prefeita     | PR      | Um Rio melhor para os Cariocas (DEM,PR) | Rodrigo Maia (DEM)                                                    | 95.328    | 2.94%  | Não Eleita 3° Lugar  |
| 2014 | Estadual do Rio de Janeiro  | Deputado Federal  | PR      | (PROS, PR)                              | —                                                                     | 335.061   | 4,73%  | Eleita               |
| 2018 | Estadual do Rio de Janeiro  | Deputado Federal  | PROS    | Por um Rio Feliz (PROS,PSC)             | —                                                                     | 35.131    | 0,50%  | Eleita               |
| 2020 | Municipal do Rio de Janeiro | Prefeita          | PROS    | Sem coligação.                          | Jorge Coutinho (PROS)                                                 | 12.178    | 0,46%  | Não Eleita 10° Lugar |
| 2022 | Estadual do Rio de Janeiro  | Senadora          | UNIÃO   | Sem coligação.                          | 1º Suplente: Algacir Moulin (UNIÃO) 2º Suplente: Dudu Canella (UNIÃO) | 1.145.413 | 14,02% | Não Eleita 3° Lugar  |